# Premio Humboldt
El Premio Humboldt, también conocido como el Premio Humboldt de Investigación, es un premio otorgado a científicos y académicos por la prestigiosa Fundación Alexander von Humboldt, valorado en 60 000 € con la posibilidad de aportes adicionales durante su vida al ganador del premio.
Hasta un centenar de premios son concedidos cada año. Las nominaciones deben ser presentadas por académicos establecidos en Alemania. El premio lleva el nombre del naturalista y explorador prusiano de los siglos XVIII y XIX Alexander von Humboldt.

## Premio Humboldt-Gay Lusac
El Premio Humboldt-Gay-Lussac (que no debe ser confundido con el Premio Humboldt propiamente dicho) fue establecido en 1981 por Francia y Alemania "para recompensar cada cinco años a los personajes de más alto nivel científico de una y de otra nacionalidad, que se distingan por la calidad de sus trabajos y su contribución al fortalecimiento de los lazos de cooperación entre los dos países". Lleva el nombre de Alexander von Humboldt y del francés Louis-Joseph Gay-Lussac, científicos que eran amigos y que también trabajaron y publicaron en conjunto.

## Ganadores del Premio Humboldt

### Administración
Timothy M. Devinney.

### Biología
Günter Blobel, Serge Daan, Daniel Gianola, Hendrikus Granzier, Bert Hölldobler, Serguéi Nedospasov, Hans Othmer, Thomas Dyer Seeley, Günter P. Wagner, y Rüdiger Wehner.

### Ciencias de la computación
Michael Fellows, Leonid Levin.

### Economía
Gerard Debreu, Hal Varian.

### Filosofía
Colin Allen, Panagiotis Kondylis, Michael Friedman, Jeff Malpas, John Perry, R. Jay Wallace, Juan Carlos Velasco, William Lane Craig

### Física
Girish Agarwal, 
Nicolaas Bloembergen, Robert W. Boyd, Subrahmanyan Chandrasekhar, Steven Chu, Predrag Cvitanović, Hans Dehmelt, Durmus A. Demir, Pierre-Gilles de Gennes, Roy J. Glauber, Chris Greene, John L. Hall, Theodor W. Hänsch, Robert Hofstadter, Kyozi Kawasaki, Jihn E. Kim, Masatoshi Koshiba, Herbert Kroemer, Jagdish Mehra, Rabindra Mohapatra, Pran Nath, Holger Bech Nielsen, Hirosi Ooguri, Valery Pokrovsky, Alfred Saupe, Arthur L. Schawlow, Julian Schwinger, Clifford G. Shull, Ching W. Tang, Tomaz Prosen.

### Limnología
Luis Herrera Mesa.

### Lingüística
Matthew S. Dryer. Marleen Haboud

### Matemática
Dmitri Anosov, Spencer J. Bloch, Christian Genest, Victor Guillemin, Toshiyuki Kobayashi, Robert Langlands, Roberto Longo, Benoît Mandelbrot, Arnold Mandell, Grigory Margulis, Curtis T. McMullen, Alexander Merkurjev, John Milnor, Shayle R. Searle, Elias M. Stein, Anatoly Vershik, Ernest Borisovich Vinberg, Shing-Tung Yau, Marc Yor, Francisco Santos Leal.

### Medicina
Fritz Albert Lipmann, Stanley B. Prusiner.

### Química
Anthony J. Arduengo III, Paul Josef Crutzen, Robert F. Curl, John Bennett Fenn, Walter Gilbert, Robert H. Grubbs, Narayan Hosmane, Jean-Marie Lehn, Rudolph Marcus, James Cullen Martin, Debashis Mukherjee, John Anthony Pople, Julius Rebek, Richard R. Schrock, Peter Schwerdtfeger, Oktay Sinanoğlu, Keisuke Suzuki, Thomas Zemb,  Ahmed H. Zewail y Eduardo Peris Fajarnés